# 黄河浪
《黄河浪》是郭少雄指导，刘文惠等人出演的一部电视剧，该剧主要讲述的是一位对比敌人的军人碰巧遇到了筏子工一家，并和筏子工家庭相处中建立了情义，以及后来军人在筏子工的帮助下，躲开了敌人的追捕的故事。该作于2006年在央视8套播出，该作是为了纪念红军长征胜利70周年而创做，并且该作的拍摄地点在黄河等地方。

## 剧情简介
红军马家军在包围中，不得已投河自尽，但是却因此而碰巧遇到了一个筏子工一家，而他在这家人的保护下，终于和军队会和。

## 演员表
- 席与立
- 沙景昌
- 于月仙
- 田成仁
- 李玉峰
- 张兆北
- 高田昊

## 相關連結
- - 豆瓣电影上《黄河浪》的資料 （简体中文）
- 央视网链接 （页面存档备份，存于）